# Thelma
Thelma  è un nome proprio di persona inglese femminile.

## Origine e diffusione
Questo nome fa la sua prima apparizione in un romanzo del 1841 della scrittrice svedese Emilie Flygare-Carlén, Kyrkoinvigningen i Hammarby (tradotto in inglese nel 1845 col titolo di The Magic Goblet). La sua origine è ignota, ma potrebbe essere stato coniato personalmente dall'autrice sulla base di Selma (un nome che appare nei Canti di Ossian, assai popolari in Europa continentale in quel periodo); la connessione con il greco antico θέλημα (thélēma, "volontà") proposta da alcune fonti è invece implausibile.
Sebbene alcune occorrenze del nome siano attestate già dopo la pubblicazione del romanzo di Flygare-Carlén, la sua entrata in scena vera e propria nell'onomastica inglese si deve ad un'altra scrittrice, la britannica Marie Corelli, che lo adoperò per la protagonista del suo romanzo Thelma: A Society Novel del 1887, una principessa norvegese. Quest'opera aumentò considerevolmente la sua diffusione, che crebbe ulteriormente un secolo dopo con l'uscita del film del 1991 Thelma & Louise.

## Onomastico
Il nome è adespota, ovvero non è portato da alcuna santa. L'onomastico ricade pertanto il 1º novembre, giorno di Ognissanti.

## Persone
- Thelma Aoyama, cantante giapponese

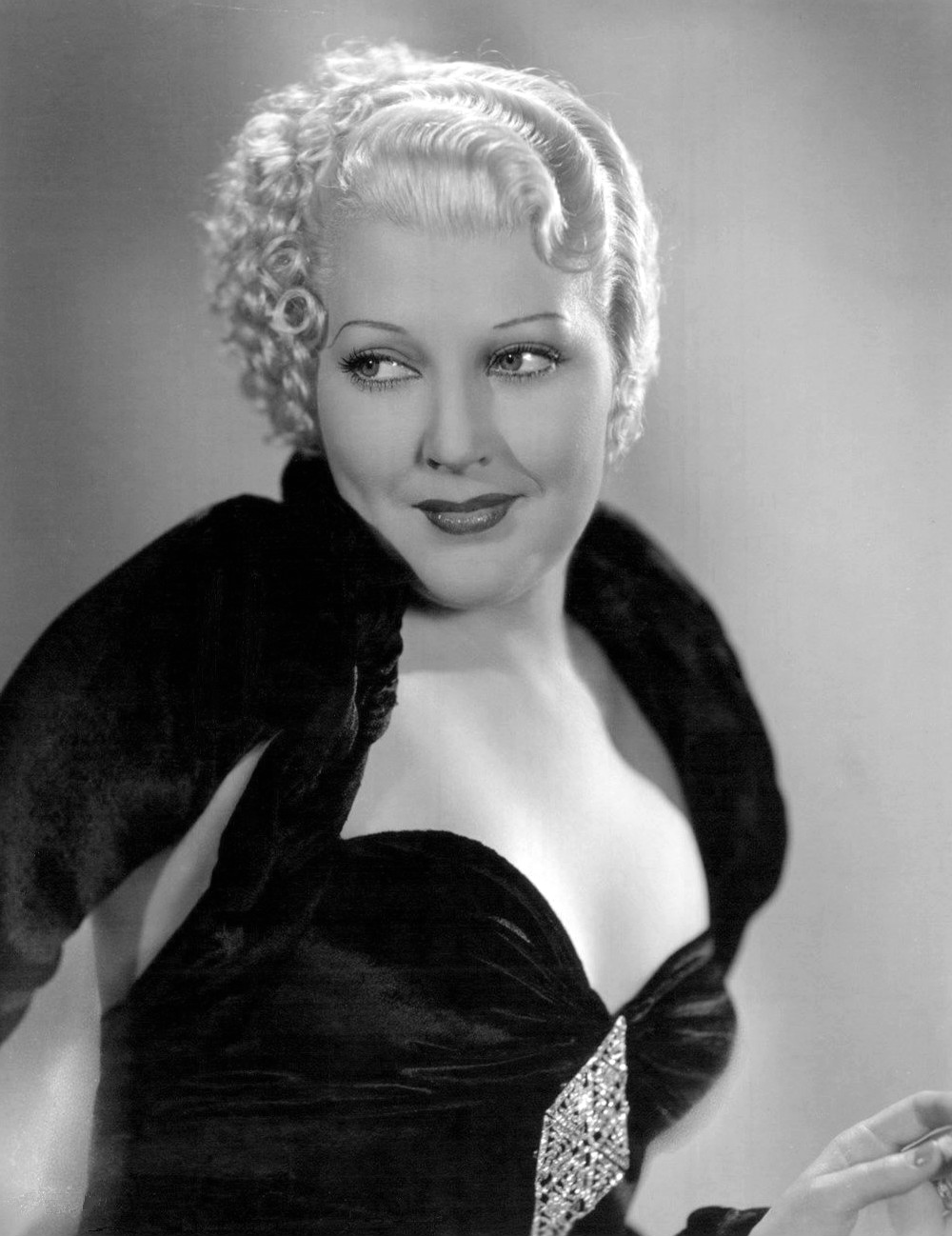
Thelma Todd

- Thelma Coyne Long, tennista australiana
- Thelma Drake, politica statunitense
- Thelma Fardin, attrice argentina
- Thelma Furness, amante di Edoardo VIII del Regno Unito
- Thelma Houston, cantante e attrice statunitense
- Thelma Mothershed-Wair, attivista statunitense
- Thelma Ritter, attrice statunitense
- Thelma Rodríguez, modella nicaraguense
- Thelma Salter, attrice statunitense
- Thelma Schoonmaker, montatrice statunitense
- Thelma Sutcliffe, supercentenaria statunitense
- Thelma Todd, attrice statunitense

## Il nome nelle arti
- Thelma è un personaggio del film del 2004 The Aviator, diretto da Martin Scorsese.
- Thelma Bates è un personaggio della serie televisiva Hex.
- Thelma Dickinson è una protagonista del film del 1991 Thelma & Louise, diretto da Ridley Scott.
- Thelma Evans è un personaggio della serie televisiva Good Times.
- Thelma Griffin è un personaggio della serie animata I Griffin.